# Trichonta multigena
Trichonta multigena är en tvåvingeart som beskrevs av Ostroverkhova 1979. Trichonta multigena ingår i släktet Trichonta och familjen svampmyggor. Inga underarter finns listade i Catalogue of Life.